# ورم البنكرياس

أورام البنكرياس أو أورام بنكرياسية (بالإنجليزية: Pancreatic tumors)‏ هيَ أورام تنشأ في البنكرياس، وهُناك عدة أنواع منها والتي قد تكون حميدة أو خبيثة (سرطان البنكرياس).